# 虹色ダイバーシティ
虹色ダイバーシティ（にじいろダイバーシティ、Nijiiro Diversity）は、大阪市北区に所在する特定非営利活動法人。LGBTなど性的少数者のための社会教育事業および調査研究を行っている。2022年4月、西日本初の常設のLGBTQセンター「プライドセンター大阪」を開設した。

## 概要・沿革
2013年7月26日、村木真紀、電機メーカー従業員の坂田麻智、坂田のパートナーのテレサ・スティーガーらによって設立された。当初は一般財団法人ダイバーシティ研究所の運営するシェアオフィスに入居し、企業研修やコンサルティング、LGBTQの調査研究などの業務を始めた。
2014年、大阪市淀川区LGBT支援事業を受託。また、国際基督教大学ジェンダー研究センターと共同研究でLGBTと職場に関するアンケート調査を開始した。
2015年、Googleの「Googleインパクトチャレンジ賞」を受賞。
2016年、大阪市に事務所を開設。同年6月、日本経済新聞社の「日経ソーシャルイニシアチブ大賞 新人賞」を受賞。同年から内閣人事局、司法研修所（裁判官向け）、人事院、文部科学省、厚生労働省などで研修を行う。
2017年11月30日、特例認定を受ける。
2019年2月14日、同性カップル13組が、同性間の結婚を認めていない民法と戸籍法の規定は憲法24条及び13条により保障される婚姻の自由を侵害し、憲法14条1項の保障する法の下の平等に違反するとして、国に対し立法不作為を理由とする損害賠償請求訴訟を東京、大阪、札幌、名古屋の4地裁に一斉に提訴した（「結婚の自由をすべての人に」訴訟）。虹色ダイバーシティの理事の坂田麻智とテレサ・スティーガーは関西訴訟の原告に加わり、監事を務める弁護士の三輪晃義も関西訴訟の弁護団に加わった。
2020年2月28日、正式に認定NPO法人となる。
虹色ダイバーシティはパートナーシップ制度の全国の件数調査を実施していたが、増大する作業負荷のため、調査継続の困難に直面。2020年6月1日からは、同制度を日本で初めて導入した渋谷区と共同で調査を実施することとなった（全国パートナーシップ制度共同調査）。
同年11月18日、「Marriage For All Japan ー結婚の自由をすべての人に」（代表理事は三輪と弁護士の寺原真希子）、「LGBTとアライのための法律家ネットワーク（LLAN）」の2団体と共同で、同性婚（婚姻の平等）の実現に向けて賛同企業を可視化するキャンペーン「Business for Marriage Equality」を立ち上げた。
2022年4月1日、当事者や支援者たちが自由に過ごすことができる場所「プライドセンター大阪」を開設した。東京都新宿区の「プライドハウス東京レガシー」に次いで常設のLGBTQセンターは全国で2番目で、西日本では初。情報発信を積極的に行うほか、専門の相談員による無料の個別相談を対面・オンラインの両方で行っている。
2023年5月28日、性的少数者の存在や人権保障を訴える「プライド・クルーズ」を企画。大阪市の中之島を、虹色の旗を掲げた船3隻で一周した。